# LinDVD
LinDVD của InterVideo là một phần mềm tư hữu thương mại cho Linux để xem DVD và các tệp đa phương tiện. Hiện tại phần mềm này chỉ được cung cấp cho nhà sản xuất.
LinDVD có thể chơi các đĩa DVD có khoá bảo vệ (CSS). Một số bản phân phối như Mandriva có kèm phần mềm này trong các bản phân phối Linux, và Dell thì cài đặt nó sẵn trên hệ thống chạy Ubuntu của họ.
LinDVD tương tự như WinDVD - một ứng dụng đa phương tiện của InterVideo chạy trên Microsoft Windows.

## Dẫn chứng
1. ↑  "Ubuntu 7.10 Offering - Technical Details". Direct2Dell. Dell. ngày 19 tháng 12 năm 2007. Truy cập ngày 20 tháng 12 năm 2007. {{Chú thích web}}: Kiểm tra giá trị ngày tháng trong: |ngày tháng= (trợ giúp)